# 宮田村 (岐阜県益田郡)
宮田村（みやだむら）は、かつて岐阜県益田郡に存在した村である。
現在の下呂市萩原町宮田、奥田洞、大ヶ洞に該当する。
明治初期の宮田村は現在の萩原町宮田のみであったが、三郷村に合併で消滅。後に奥田洞、大ヶ洞を含めた地域で宮田村（2代）に分立した。

## 歴史
- 1875年（明治8年）2月 - 萩原村、花池村、桜洞村、上村、上呂村、中呂村、奥田洞村、大ヶ洞村、宮田村、宮地村、野尻村、御厩野村、乗政村、小川村、森村、湯之島村、東上田村が合併し三郷村発足。宮田村は消滅。
- 1883年（明治16年）6月1日 - 三郷村より、宮田・奥田洞・大ヶ洞の各旧村域が宮田村（2代）として分立[1]。
- 1889年（明治22年）7月1日 - 町村制により、宮田村発足。
- 1897年（明治30年） 4月1日 - 三郷村と合併し萩原村（2代）が発足。同日宮田村廃止。

## 学校
- 宮田尋常小学校（現・下呂市立宮田小学校）